# Plesiochrysa invaria
Plesiochrysa invaria är en insektsart som först beskrevs av Walker 1853.  Plesiochrysa invaria ingår i släktet Plesiochrysa och familjen guldögonsländor. Inga underarter finns listade i Catalogue of Life.